# Hefei
Hefei (en chino, 合肥; pinyin, Héféi; Wade-Giles, ho fei) es una ciudad-prefectura en la provincia de Anhui, en la República Popular China. Está ubicada a 15 km al norte del lago Chao y a unos 130 km al oeste de Nankín. Su área es de 11 445 km² y su población total para 2020 superó los 9,3 millones de habitantes. 
La ciudad dispone de siete universidades y su capital es el distrito de Luyang (庐阳区) que se divide en 12 subdistritos.

## Administración
La ciudad-prefectura de Hefei se divide en 4 distritos, 1 municipio y 4 condados.
| División            | Área     | Población | Densidad |
| ------------------- | -------- | --------- | -------- |
| Distrito Yaohai     | 142,90   | 902 830   | 6317     |
| Distrito Luyang     | 139,32   | 609 239   | 4373     |
| Distrito de Shushan | 261,36   | 1 022 321 | 3912     |
| Distrito Baohe      | 294,94   | 817 686   | 2772     |
| Área construida     | 838,5    | 3 352 076 | 3998     |
| Condado Changfeng   | 1922,24  | 629 535   | 328      |
| Condado Feidong     | 2215,53  | 861 960   | 389      |
| Condado Feixi       | 2053,19  | 858 895   | 418      |
| Heféi               | 7 029,48 | 5 702 466 | 811      |

## Toponimia
El topónimo Hefei [/Jə-féi/] significa "la unión de los Fei". En el año 122 aC durante la dinastía Han se fundó Hefei como condado. Debido a diversas fuentes antiguas no hay acuerdo de su significado.
Según los Comentario sobre los Clásicos del Agua (水经注) dice;
Durante las crecidas, el río Nanfei (Fei del sur) confluye con el  Dongfei (Fei del oriente), de ahí el nombre Hefei.
Durante la dinastía Tang se propuso otra explicación; El río Fei nace en el monte Jiming y fluye hacia el norte, donde se divide en dos ramales:
El ramal sur (Nanfei) atraviesa la zona y desemboca en el lago Chao, mientras que el ramal oriental (Dongfei) desemboca en el río Huai.
Además, el diccionario Er Ya (尔雅) dice; "Cuando dos corrientes divergentes comparten un mismo origen, se denominan 'Fei'". Por tanto, "ambos ríos se llaman Fei; al unirse en un origen y luego separarse, el lugar se denomina Hefei".

## Historia
Entre los siglos VI y VIII Hefei fue el lugar de muchos estados pequeños y más tarde parte del reino Chu. El nombre de Hefei fue otorgado durante la dinastía Han en el siglo II a. C. Durante los siglos IV y VI d. C. esta región se convirtió en la frontera de los estados norte y sur, fue disputado y sede de muchas batallas. Como tal, el nombre y el estado administrativo cambió mucho durante esos años. En tiempos de las dinastías Sui (561-618) y Tang (618-907), se convirtió en la sede de la prefectura Lu, ese nombre se mantuvo hasta el siglo XV. Durante las dinastías Ming y Qing la ciudad de Lu creció y recibió el nombre de Luzhou.
En los alrededores de la ciudad se libró la batalla del Vado Xiaoyao entre los reinos de  Wei y  Wu durante los Tres Reinos. El lugar en el que se libró la batalla se ha convertido en parque público. El general Zhang Liao, del reino Wei, con tan solo 800 caballeros, derrotó a un ejército de 200.000 hombres del reino Wu. A esta batalla le siguieron varias décadas de guerra continua. 
La ciudad actual data de la época de la dinastía Song. Durante el siglo X, fue la capital del reino independiente de Wu (902-937), y una ciudad importante de Tang del Sur (937-975).
Después de 1127, se convirtió en el centro militar de la dinastía Song, debido a los ataques que recibían por el Sur de los invasores Jin, y también se convirtió en el centro de comercio entre de los dos estados. Cuando se estableció la República de China en 1911, la prefectura superior fue abolida, y la ciudad tomó el nombre de Hefei. Hefei fue la capital temporal de Anhui desde 1852 hasta 1862. Y después de la victoria de la segunda guerra sino-japonesa en 1945, retornó a ser la capital de Anhui. 
Antes de la guerra civil china, Hefei era básicamente una ciudad agrícola. Tras la constitución de la República Popular, la capitalidad de la provincia de Anhui se trasladó a Hefei. Para ayudar al desarrollo de la ciudad, se promovió el traslado de personas con talento desde diferentes parte del país a Hefei. Entre las industrias instaladas en la ciudad, en la actualidad, destacan las de maquinaria, químicas, acero, textiles y las de fabricación de cigarrillos.

## Clima
El clima de Hefei es subtropical húmedo, con 4 estaciones diferenciadas. La temperatura media anual es de 16,9 °C y la media de precipitaciones es de 1000 mm, siendo más fuertes entre los meses de mayo y agosto.
| Parámetros climáticos promedio de Hefei (1991–2020 normal, extremas 1951–presente) | Parámetros climáticos promedio de Hefei (1991–2020 normal, extremas 1951–presente) | Parámetros climáticos promedio de Hefei (1991–2020 normal, extremas 1951–presente) | Parámetros climáticos promedio de Hefei (1991–2020 normal, extremas 1951–presente) | Parámetros climáticos promedio de Hefei (1991–2020 normal, extremas 1951–presente) | Parámetros climáticos promedio de Hefei (1991–2020 normal, extremas 1951–presente) | Parámetros climáticos promedio de Hefei (1991–2020 normal, extremas 1951–presente) | Parámetros climáticos promedio de Hefei (1991–2020 normal, extremas 1951–presente) | Parámetros climáticos promedio de Hefei (1991–2020 normal, extremas 1951–presente) | Parámetros climáticos promedio de Hefei (1991–2020 normal, extremas 1951–presente) | Parámetros climáticos promedio de Hefei (1991–2020 normal, extremas 1951–presente) | Parámetros climáticos promedio de Hefei (1991–2020 normal, extremas 1951–presente) | Parámetros climáticos promedio de Hefei (1991–2020 normal, extremas 1951–presente) | Parámetros climáticos promedio de Hefei (1991–2020 normal, extremas 1951–presente) |
| Mes                                                                                | Ene.                                                                               | Feb.                                                                               | Mar.                                                                               | Abr.                                                                               | May.                                                                               | Jun.                                                                               | Jul.                                                                               | Ago.                                                                               | Sep.                                                                               | Oct.                                                                               | Nov.                                                                               | Dic.                                                                               | Anual                                                                              |
| ---------------------------------------------------------------------------------- | ---------------------------------------------------------------------------------- | ---------------------------------------------------------------------------------- | ---------------------------------------------------------------------------------- | ---------------------------------------------------------------------------------- | ---------------------------------------------------------------------------------- | ---------------------------------------------------------------------------------- | ---------------------------------------------------------------------------------- | ---------------------------------------------------------------------------------- | ---------------------------------------------------------------------------------- | ---------------------------------------------------------------------------------- | ---------------------------------------------------------------------------------- | ---------------------------------------------------------------------------------- | ---------------------------------------------------------------------------------- |
| Temp. máx. abs. (°C)                                                               | 20.7                                                                               | 27.5                                                                               | 33.7                                                                               | 34.7                                                                               | 36.4                                                                               | 37.8                                                                               | 41.1                                                                               | 41.0                                                                               | 38.6                                                                               | 39.9                                                                               | 30.1                                                                               | 24.0                                                                               | '                                                                                  |
| Temp. máx. media (°C)                                                              | 7.2                                                                                | 10.2                                                                               | 15.5                                                                               | 21.9                                                                               | 27.1                                                                               | 29.7                                                                               | 32.6                                                                               | 32.1                                                                               | 28.2                                                                               | 22.9                                                                               | 16.4                                                                               | 9.9                                                                                | 21.1                                                                               |
| Temp. media (°C)                                                                   | 3.1                                                                                | 5.7                                                                                | 10.6                                                                               | 16.8                                                                               | 22.2                                                                               | 25.6                                                                               | 28.6                                                                               | 27.9                                                                               | 23.6                                                                               | 17.9                                                                               | 11.4                                                                               | 5.3                                                                                | 16.6                                                                               |
| Temp. mín. media (°C)                                                              | -0.1                                                                               | 2.2                                                                                | 6.6                                                                                | 12.4                                                                               | 17.8                                                                               | 21.9                                                                               | 25.4                                                                               | 24.7                                                                               | 20.1                                                                               | 13.9                                                                               | 7.4                                                                                | 1.7                                                                                | 12.8                                                                               |
| Temp. mín. abs. (°C)                                                               | −20.6                                                                              | −14.1                                                                              | −7.3                                                                               | −0.4                                                                               | 6.2                                                                                | 12.2                                                                               | 17.9                                                                               | 15.8                                                                               | 10.8                                                                               | 1.5                                                                                | −5.1                                                                               | −13.5                                                                              | '                                                                                  |
| Precipitación total (mm)                                                           | 47.4                                                                               | 52.8                                                                               | 76.3                                                                               | 83.7                                                                               | 90.1                                                                               | 158.5                                                                              | 185.1                                                                              | 138.7                                                                              | 70.3                                                                               | 51.6                                                                               | 54.6                                                                               | 33.7                                                                               | 1042.8                                                                             |
| Días de precipitaciones (≥ 0.1 mm)                                                 | 9.0                                                                                | 8.8                                                                                | 10.3                                                                               | 9.8                                                                                | 10.4                                                                               | 10.5                                                                               | 11.8                                                                               | 11.9                                                                               | 8.1                                                                                | 8.3                                                                                | 8.2                                                                                | 6.8                                                                                | 113.9                                                                              |
| Días de nevadas (≥ 1 mm)                                                           | 4.3                                                                                | 2.6                                                                                | 1.1                                                                                | 0                                                                                  | 0                                                                                  | 0                                                                                  | 0                                                                                  | 0                                                                                  | 0                                                                                  | 0                                                                                  | 0.5                                                                                | 1.5                                                                                | 10                                                                                 |
| Horas de sol                                                                       | 109.2                                                                              | 113.7                                                                              | 143.2                                                                              | 173.9                                                                              | 182.9                                                                              | 155.9                                                                              | 186.2                                                                              | 176.8                                                                              | 150.0                                                                              | 151.3                                                                              | 140.4                                                                              | 126.9                                                                              | 1810.4                                                                             |
| Humedad relativa (%)                                                               | 75                                                                                 | 74                                                                                 | 71                                                                                 | 70                                                                                 | 71                                                                                 | 77                                                                                 | 80                                                                                 | 81                                                                                 | 77                                                                                 | 74                                                                                 | 75                                                                                 | 73                                                                                 | 74.8                                                                               |
| Fuente:                                                                            |                                                                                    |                                                                                    |                                                                                    |                                                                                    |                                                                                    |                                                                                    |                                                                                    |                                                                                    |                                                                                    |                                                                                    |                                                                                    |                                                                                    |                                                                                    |

## Puntos de interés
- Sanhe Town, ciudad antigua con una historia de más de 2500 años.
- El parque de Xiaoyao Jin, lugar en el que tuvo lugar la batalla entre los Wei y los Wu.
- El Templo de Lord Bao, cerca del centro de la ciudad. Fue construido en 1066 cerca de la tumba de Lord Bao.